# Diego Olate
Diego Alejandro Olate Jeria (Coya, Chile, 11 de enero de 1987) es un exfutbolista chileno, jugaba como defensor y se retiró en Lautaro de Buin en la Segunda División Profesional de Chile.

## Clubes
| Club                 | País   | Año       |
| -------------------- | ------ | --------- |
| O'Higgins            | Chile  | 2005-2009 |
| Colo Colo            | Chile  | 2009-2010 |
| O'Higgins            | Chile  | 2010-2011 |
| Ñublense             | Chile  | 2011      |
| Deportes Antofagasta | Chile  | 2012      |
| Santiago Morning     | Chile  | 2012      |
| Deportes Copiapó     | Chile  | 2013      |
| Husqvarna FF         | Suecia | 2014      |
| Deportes La Serena   | Chile  | 2014      |
| Colchagua            | Chile  | 2017-2018 |
| Lautaro de Buin      | Chile  | 2019      |

## Palmarés

### Campeonatos nacionales
| Título           | Club      | País  | Año    |
| ---------------- | --------- | ----- | ------ |
| Primera División | Colo-Colo | Chile | 2009-C |